# 김정수 (해군)
김정수(金正守, 1962년 9월 11일  ~  )은 대한민국 제35대 해군참모총장이다.

## 학력
- 1987년 : 해군사관학교 41기
- 1996년 : 국방대학교 국가안전보장 석사과정
- 2001년 : 해군대학 정규과정
- 2013년 : 국방대학교 고위정책결정자과정
- 2019년 : 서울대학교 미래안보전략기술최고위과정

## 진급
- 1987년 : 소위 임관
- 2014년 : 준장 진급
- 2018년 : 소장 진급
- 2020년 : 중장 진급
- 2021년 : 대장 진급

## 경력
- 제1함대 김천함장
- 2008.12 ~ 2009.12 : 해군본부 전력기획참모부 전력발전과장
- 2009.12 ~ 2011.01 : 청와대 국방비서관실 안보정책담당관
- 2011.01 ~ 2012.04 : 제7기동전단 강감찬함장
- 2012.04 ~ 2013.12 : 국방부 인사복지실 병영정책과장
- 2013.12 ~ 2014.05 : 해군작전사령부 참모장
- 2014.05 ~ 2015.04 : 해군본부 기획관리참모부 제2차장
- 2015.04 ~ 2016.05 : 해군본부 비서실장
- 2016.05 ~ 2018.01 : 제7기동전단장
- 2018.01 ~ 2018.12 : 합동참모본부 시험평가부장
- 2018.12 ~ 2020.05 : 해군본부 기획관리참모부장
- 2020.05 ~ 2021.12 : 해군참모차장
- 2021.12 ~ 2022.05 : 제35대 해군참모총장
- 2022.08 ~ 현재: 국방과학연구소 정책자문위원
- 2024 ~ : 충남대학교 국가안보융합학부 해양안보학전공 석좌교수

## 서훈
- 2017년 : 보국훈장 천수장
- 2022년 : 보국훈장 통일장